# Dicranota (Plectromyia) nooksackiae nooksackiae
Dicranota (Plectromyia) nooksackiae nooksackiae is een ondersoort van de tweevleugelige Dicranota (Plectromyia) nooksackiae uit de familie Pediciidae. De ondersoort komt voor in het Nearctisch gebied.